# Commissione Bottaini
La commissione Bottaini venne formata nel 1837 nella città di Bergamo per cercare di "dirottare" il tracciato della linea ferroviaria Milano - Venezia in fase di progettazione.
Il tracciato inizialmente ipotizzato dai fondatori, la cosiddetta "Linea delle campagne", era stato cambiato su suggerimento di Carlo Cattaneo e recepito nel progetto dell'ingegner Giovanni Milani e definito "Linea delle città". In entrambi in casi il progetto prevedeva che la ferrovia percorresse direttamente il tragitto da Brescia a Treviglio; Bergamo - come anche Mantova e altre città minori - non sarebbe stata lambita dalla ferrovia ma ad essa collegata con un tronco che doveva dipartirsi dalla linea principale.
Per evitare questo isolamento, la Camera di Commercio di Bergamo istituì una commissione, presieduta dal Giovanni Battista Bottaini, che della Camera era il vicepresidente. La Commissione doveva contattare quanti, soprattutto a Milano, avessero potere di influire sulla decisione del tracciato.
La Commissione ebbe colloqui con alcuni grandi azionisti della Società Imperial-Regia Privilegiata Strada Ferrata Ferdinandea Lombardo-Veneta, con Cattaneo ottenendo sempre una chiusura alla deviazione del tracciato. Anche al progettista, ingegnere in capo Milani fu richiesto un colloquio che però non aderì alla richiesta.
Fra le altre attività e in un mare di polemiche, la Commissione Bottaini diede alle stampe, in data 10 novembre 1837, un opuscolo dal titolo "Memoria intorno alla progettata strada a ruotaje di ferro nel Regno Lombardo-Veneto in rapporto ai bisogni della città e provincia di Bergamo" che, in forma di quattro domande con relative risposte, esaltava l'economia della provincia e dava notizie e statistiche sulla produzione agricola, industriale e artigianale dell'area bergamasca. L'opuscolo voleva anche dimostrare come l'allungamento del tragitto da Venezia a Milano e l'aumento delle pendenze della linea (fattori all'epoca estremamente importanti) non avrebbero creato disagi e costi nella gestione del futuro traffico.
Il tracciato della Ferdinandea, alla fine e solo vent'anni dopo, sarebbe effettivamente passato per Bergamo, ma il "successo" della Commissione Bottaini sarebbe derivato da altri fattori macroeconomici e politici.
La linea Brescia-Treviglio fu rettificata nel 1878.